# Discographie de Richard Ashcroft
Cette page regroupe la discographie de la carrière solo du chanteur, compositeur et guitariste anglais Richard Ashcroft. Pour sa discographie avec son ancien groupe The Verve, voir Discographie de The Verve. Pour sa discographie avec son groupe actuel, voir Discographie de RPA & United Nations of Sound

## Albums studio
| Date                             | Titre                                                                                               | Position | Position | Position | Position | Position | Position | Position | Position | Position | Position | Position | Position | Position | Position | Position | Position | Position       | Certifications |
| Date                             | Titre                                                                                               | R-U      | IRL      | ALL      | ITA      | P-B      | SUI      | AUT      | FRA      | SWE      | NO       | FIN      | BEL (FL) | BEL (WA) | AUS      | NZ       | US       | US Heatseekers | Certifications |
| -------------------------------- | --------------------------------------------------------------------------------------------------- | -------- | -------- | -------- | -------- | -------- | -------- | -------- | -------- | -------- | -------- | -------- | -------- | -------- | -------- | -------- | -------- | -------------- | -------------- |
| 26 Juin 2000                     | Alone With Everybody                                                                                | 1        | 5        | 10       | 4        | 41       | 39       | 18       | 28       | 17       | 12       | 14       | -        | -        | 10       | 26       | 127      | 2              | *R-U: Platinum |
| 21 Octobre 2002                  | Human Conditions                                                                                    | 3        | 11       | 14       | -        | -        | 51       | 48       | 67       | 52       | -        | -        | -        | -        | -        | -        | -        | 19             | *R-U: Gold     |
| 23 Janvier 2006                  | Keys To The World                                                                                   | 2        | 6        | 6        | 11       | 49       | 7        | 7        | 78       | -        | -        | -        | 10       | 45       | -        | -        | -        | -              | *R-U: Platinum |
| 19 Juillet 2010 8 Mars 2011 (US) | United Nations of Sound (Under the name RPA & The United Nations of Sound everywhere except for US) | 20       | -        | 49       | -        | -        | 50       | 63       | -        | -        | -        | -        | 100      | -        | -        | -        | -        | -              |                |
| 19 octobre 2018                  | Natural Rebel                                                                                       |          |          |          |          |          |          |          |          |          |          |          |          |          |          |          |          |                |                |
| 3 octobre 2025                   | Lovin' You                                                                                          |          |          |          |          |          |          |          |          |          |          |          |          |          |          |          |          |                |                |

## Compilations et Albums en public
| Date            | Titre                 | Position | Position | Position | Position | Position | Position | Position | Position | Position | Position | Position | Position | Position | Position | Position | Position | Position       | Certifications |
| Date            | Titre                 | R-U      | IRL      | ALL      | ITA      | P-B      | SUI      | AUT      | FRA      | SWE      | NO       | FIN      | BEL (FL) | BEL (WA) | AUS      | NZ       | US       | US Heatseekers | Certifications |
| --------------- | --------------------- | -------- | -------- | -------- | -------- | -------- | -------- | -------- | -------- | -------- | -------- | -------- | -------- | -------- | -------- | -------- | -------- | -------------- | -------------- |
| 29 octobre 2021 | Acoustic Hymns Vol. 1 |          |          |          |          |          |          |          |          |          |          |          |          |          |          |          |          |                |                |

### Singles
| Date de sortie    | Titre | Meilleur classement | Meilleur classement | Meilleur classement | Meilleur classement | Meilleur classement | Meilleur classement | Meilleur classement | Meilleur classement | Album                                                                                               |
| Date de sortie    | Titre | UK                  | IRL                 | GER                 | ITA                 | NL                  | SWI                 | AUT                 | NZ                  | Album                                                                                               |
| ----------------- | --- | ------------------- | ------------------- | ------------------- | ------------------- | ------------------- | ------------------- | ------------------- | ------------------- | --------------------------------------------------------------------------------------------------- |
| 3 avril 2000      | "A Song for the Lovers"                                                                                        | 3                   | 11                  | 82                  | 9                   | 83                  | 78                  | -                   | 42                  | Alone With Everybody                                                                                |
| 12 juin 2000      | "Money to Burn"                                                                                                | 17                  | 38                  | -                   | -                   | -                   | -                   | -                   | -                   | Alone With Everybody                                                                                |
| 11 septembre 2000 | "C'mon People (We're Making It Now)"                                                                           | 21                  | -                   | 82                  | -                   | -                   | -                   | -                   | -                   | Alone With Everybody                                                                                |
| 22 avril 2002     | "Come with Us"/"The Test" (The Chemical Brothers double A-side single - Richard Ashcroft vocals on "The Test") | 14                  | 36                  | -                   | -                   | -                   | -                   | -                   | -                   | Come with Us (The Chemical Brothers)                                                                |
| 7 octobre 2002    | "Check the Meaning"                                                                                            | 11                  | 19                  | 94                  | 13                  | -                   | -                   | -                   | -                   | Human Conditions                                                                                    |
| 6 janvier 2003    | "Science of Silence"                                                                                           | 14                  | -                   | -                   | -                   | -                   | -                   | -                   | -                   | Human Conditions                                                                                    |
| 7 avril 2003      | "Buy It in Bottles"                                                                                            | 26                  | -                   | -                   | -                   | -                   | -                   | -                   |                     | Human Conditions                                                                                    |
| 9 janvier 2006    | "Break the Night with Colour"                                                                                  | 3                   | 10                  | 45                  | 3                   | 90                  | 55                  | 17                  | -                   | Keys To The World                                                                                   |
| 17 avril 2006     | "Music Is Power"                                                                                               | 20                  | -                   | -                   | -                   | -                   | -                   | -                   | -                   | Keys To The World                                                                                   |
| 10 juillet 2006   | "Words Just Get in the Way"                                                                                    | 40                  | -                   | -                   | -                   | -                   | -                   | -                   | -                   | Keys To The World                                                                                   |
| 4 décembre 2006   | "Why Not Nothing?" / "Sweet Brother Malcolm" (limited 7")                                                      | -                   | -                   | -                   | -                   | -                   | -                   | -                   | -                   | Keys To The World                                                                                   |
| 1 avril 2010      | "Are You Ready?" (UK release: limited 12")                                                                     | -                   | -                   | -                   | -                   | -                   | -                   | -                   | -                   | United Nations of Sound (Under the name RPA & The United Nations of Sound everywhere except for US) |
| 19 juillet 2010   | "Born Again" (iTunes)                                                                                          | -                   | -                   | -                   | -                   | -                   | -                   | -                   | -                   | United Nations of Sound (Under the name RPA & The United Nations of Sound everywhere except for US) |
| 15 octobre 2010   | "Are You Ready?" (US release: iTunes)                                                                          | -                   | -                   | -                   | -                   | -                   | -                   | -                   | -                   | United Nations of Sound (Under the name RPA & The United Nations of Sound everywhere except for US) |